# Per Jansson
Per Jansson, född 22 december 1966, är en svensk nationalekonom och ämbetsman. 
Jansson studerade vid Uppsala universitet, där han disputerade 1994. Han har tjänstgjort på Riksbanken 1996-2001, på Konjunkturinstitutet 2001-2003 och åter igen på Riksbanken som biträdande chef för avdelningen för penningpolitik 2003-2006. Han var statssekreterare hos Anders Borg på Finansdepartementet med ansvar för ekonomisk politik och internationella frågor 2006-2009. Från den 16 januari 2010 var han chef för avdelningen för penningpolitik på Riksbanken. Sedan den 1 januari 2012 är han vice riksbankschef i Sveriges Riksbank.
Jansson är sedan 2000 docent i nationalekonomi vid Uppsala universitet.